# Sibirisk jernspurv
Sibirisk jernspurv (Prunella montanella) er en spurvefugl i jernspurvefamilien. Fuglen yngler i Nordrusland og overvintrer i Korea og Østkina. I oktober-november 2016 blev der observeret mindst 232 sibiriske jernspurve i Vesteuropa, bl.a. 12 i Danmark.